# Servizio ferroviario regionale del Piemonte
Il servizio ferroviario regionale del Piemonte (SFR) è un sistema di trasporto pubblico che prevede un'organizzazione coerente e unitaria dei treni del Piemonte. È stato realizzato in diverse fasi a partire dal cambio orario di dicembre 2012. L'SFR è complementare e coordinato al servizio ferroviario metropolitano di Torino, che dal dicembre del 2012 interessa tutte le linee che attraversano il nodo torinese.

## Linee
La rete è così composta:
| Treno | Percorso                           | Lunghezza | Stazioni | Note |
| ----- | ---------------------------------- | --------- | -------- | ---- |
| RV    | Torino - Milano                    | 153 km    | 9        |      |
| RV    | Torino - Genova                    | 169 km    | 10       |      |
| RV    | Torino - Cuneo                     | 75 km     | 8        |      |
| RV    | Torino - Savona                    | 153 km    | 11       |      |
| RV    | Torino - Aosta                     | 126 km    | 9        |      |
| R     | Torino - Ivrea                     | 60 km     |          |      |
| R     | Fossano - San Giuseppe             |           | 11       |      |
| R     | Fossano - Limone                   | 57 km     | 8        |      |
| R     | Cuneo - Ventimiglia                |           | 16       |      |
| R     | Ivrea - Novara                     | 124 km    | 19       |      |
| R     | Chivasso - Novara                  | 71 km     |          |      |
| R     | Santhià - Biella - Novara          | 99 km     | 10       |      |
| R     | Novara - Varallo                   | 55 km     |          |      |
| R     | Novara - Alessandria               | 102 km    | 13       |      |
| R     | Domodossola - Milano               | 153 km    | 21       |      |
| R     | Ivrea - Aosta                      | 66 km     |          |      |
| R     | Chivasso - Asti - Alessandria      | 97 km     | 15       |      |
| R     | Arona - Novara                     | 102 km    |          |      |
| R     | Domodossola - Novara               | 90 km     | 24       |      |
| R     | Asti - Alessandria                 | 34 km     | 6        |      |
| R     | Alessandria - Arquata Scrivia      | 23 km     | 5        |      |
| R     | Asti - Acqui Terme                 | 45 km     | 10       |      |
| R     | Alessandria - Voghera              | 38 km     | 6        |      |
| R     | Alessandria - Acqui Terme - Savona | 82 km     | 22       |      |
| R     | Savigliano - Saluzzo               | 17 km     | 2        |      |